# Сявалкасы
Сявалкасы́ (чув. Ҫавалкас) — деревня в Вурнарском районе Чувашской Республики. Административный центр Сявалкасинского сельского поселения. Находиться в центре Чувашии в составе РФ. В поселке проживает около 400 человек (99% чуваши).

## География
Находится в центральной части Чувашии, на расстоянии приблизительно 13 км на север-северо-восток по прямой от районного центра поселка Вурнары на берегах речки Илеберка.

## История
Известна с 1858 года как околоток деревни Первая Муратова (ныне Кивсерт-Мурат) с 382 жителями. В 1906 году было учтено 119 дворов, 569 жителей, в 1926—127 дворов, 556 жителей, в 1939—519 жителей, в 1979—344. В 2002 году было 123 двора, в 2010—114 домохозяйств. В 1931 образован колхоз «Сутталла», в 2010 действовал СХПК им. К. Маркса.

## Население
Постоянное население составляло 390 человек (чуваши 99 %) в 2002 году, 396 в 2010.